# Hug de Tours
Hug de Tours (Hug, comte de Tours i duc de l'Alta Alsàcia) (765-837) fou un comte franc de la nissaga dels eticònides, sogre de Lotari I i enemic de Bernat de Septimània. Era germà de Leutard de Sundgau (pare del bisbe Otbert d'Estrasburg assassinat el 913).
El 811 Carlemany el va nomenar ambaixador a Constantinoble. El 15 d'octubre del 821 la seva filla Ermengarda de Tours es va casar amb Lotari I, fill i hereu de l'emperador, a Thionville en presència d'altres personalitats de l'època entre les quals el bisbe Adeloc d'Estraburg, preceptor de l'emperador Lluís i trenta-un altres bisbes.
El 827 Lluís el Pietós el va enviar a Aquitània per ajudar al seu fill Pipí I d'Aquitània al que havia ordenat marxar amb un exèrcit per ajudar a Bernat de Septimània contra la revolta d'Aissó que comptava amb el suport dels musulmans. Hug partidari de Lotari I i oposat a l'emperadriu Judit de Baviera que pressionava per un nou repartiment de l'imperi que inclogués al seu fill Carles (futur Carles el Calb), no simpatitzava amb Bernat i junt amb l'altre comte encarregat, Matfrid d'Orleans, van marxar cap al territori de la futura Catalunya, centre de la revolta, molt lentament, de manera que els rebels van poder devastar el país i retirar-se amb l'exèrcit musulmà abans de l'arribada de l'exèrcit. Aquesta actitud li va costar la destitució i pèrdua dels seus honors (igual que a Matfrid) en la dieta del febrer del 828, sent conegut llavors Hug el Dropo. El 830 fou un dels caps de la revolució que va enderrocar a Lotari i va recuperar els seus honors i terres, però la contrarevolució el va portar a un nou judici en el que fou condemnat a mort però perdonat per l'emperador, si bé va perdre les seves dignitats i els béns, i fou enviat al desterrament (831). No obstant al cap d'uns mesos va poder retornar i li foren restituïts els béns d'Alsàcia.
Vegeu: Revolució a l'imperi carolingi (830) i contrarevolució a l'imperi carolingi (830)
El juny del 833 Lluís el Pietós fou fet presoner pels seus fill a Sigolsheim (Camp de la Mentida) prop de Colmar, però l'any següent va recuperar el poder i Lotari es va haver de sotmetre al seu pare a Chouzy-sur-Cisse, prop de Blois. A la dieta de Thionville del febrer del 835 Lotari I, cridat pel seu pare, i hi va anar acompanyat d'Hug que li donava suport. Lotari i Hug van demanar la gràcia que els fou concedida. Hug fou enviat desterrat a Itàlia.
Va morir de pesta a Itàlia el 20 d'octubre del 837. La seva esposa Ava li va sobreviure dos anys. El 836 el comte (o la seva filla Ermengarda) va fundar un santuari a Echéry convertit poc després en abadia benedictina dirigida per Blidulf, monjo de l'abadia de Gorze. Foren enterrats ambdós a l'església de Sant Joan Baptista a Monza. També fou benefactor de l'abadia de Sainte-Marie de Niedermunster a la baixa Alsàcia. A la seva mort va llegar part dels seus béns a la capella on fou enterrat.

## Descendència
Estava casat amb Ava i va tenir sis fills:
- Ermengarda de Tours (804-851), ja esmentada, esposa de Lotari I
- Adelaida, esposa de Conrad I de Borgonya (germà de l'emperadriu Judit de Baviera
- Berta, esposa (843) de Girard del Rosselló (també conegut de Girard de Vienne, comte de París i Fesenzac (816-874) i de Vienne (844-874)) i, per tant, cunyat de Lotari I. Berta va fundar l'abadia de Vézelay.
- Hug (mort abans de 835)
- Luitfrid de Monza (mort vers 865)[4] (vers 810 - 866), comte d'Alsàcia i de Llombardia, conseller de Lotari II, pare d'Eva de Tours (esposa d'Unroch III de Friül).
- Berengari (mort el 838) candidat al govern de Septimània.